# Bundesstraße 474
De Bundesstraße 474 (afgekort B474) is een Duitse bundesstraße in de deelstaat Noordrijn-Westfalen die Gronau verbindt met Olfen. Onderweg heeft de B474 een aansluiting op de A31 bij Ahaus en een aansluiting op de A43 bij Dülmen.
De huidige B474 werd aan het begin van de jaren 60 tot bundesstraße verheven, met het doel tot verbetering van het net van bundesstraßen. Hierdoor werden in de loop der tijd enkele rondwegen gebouwd, die de oude wegen dwars door steden en dorpen zouden vervangen.
Bij Dülmen liep vrijwel parallel aan de B474 de Bundesstraße 474n, die vooral als rondweg van Dülmen diende, maar nu gewoon deel uitmaakt van de B474. Het is de toerit (uitgevoerd als klaverbladknooppunt) van afrit 6 van de A43. De B474 is uit de stad Dülmen zelf verdwenen.
Voor de toekomst staat een verlenging van de B474 gepland tot knooppunt Dortmund-Nordwest, alwaar de B474 aan zal sluiten op de A2 en A45. Deze weg zal dan de parallel liggende B235 ontlasten.
B1 · B3 · B7 · B8 · B9 · B10 · B26 · B27 · B35 · B37 · B38 · B39 · B40 · B41 · B42 · B43 · B43a · B44 · B45 · B47 · B48 · B49 · B50 · B51 · B52 · B53 · B54 · B55 · B55a · B56 · B56n · B57 · B58 · B59 · B61 · B62 · B63 · B64 · B65 · B66 · B66n · B67 · B68 · B70 · B80 · B83 · B84 · B219 · B220 · B221 · B223 · B224 · B225 · B226 · B227 · B228 · B229 · B230 · B231 · B233 · B234 · B235 · B236 · B237 · B238 · B239 · B241 · B249 · B250 · B251 · B252 · B253 · B254 · B255 · B256 · B257 · B258 · B259 · B260 · B261 · B262 · B263 · B264 · B265 · B266 · B267 · B268 · B269 · B270 · B271 · B272 · B274 · B275 · B277a · B278 · B279 · B284 · B288 · B323 · B324 · B326 · B327 · B399 · B400 · B403 · B405 · B406 · B407 · B409 · B410 · B411 · B412 · B413 · B414 · B416 · B417 · B418 · B419 · B420 · B421 · B422 · B423 · B424 · B426 · B427 · B428 · B429 · B448 · B449 · B450 · B451 · B452 · B453 · B454 · B455 · B456 · B457 · B458 · B459 · B460 · B469 · B473 · B474 · B475 · B476 · B477 · B478 · B479 · B480 · B481 · B482 · B483 · B484 · B485 · B486 · B487 · B488 · B489 · B499 · B504 · B506 · B507 · B508 · B509 · B510 · B511 · B513 · B514 · B515 · B516 · B517 · B519 · B520 · B521 · B525 · B528 · B611